# Прусек, Мартин
Ма́ртин Пру́сек (чеш. Martin Prusek; 11 декабря 1975, Острава, ЧССР) — чешский хоккеист, вратарь. Ныне тренер вратарей команды «Витковице». Участник чемпионатов мира 1997, 1998, 1999 и 2009 годов. Был задрафтован в 1999 году клубом НХЛ «Оттава Сенаторс» в шестом раунде под общим 164-м номером.

## Достижения

### Командные
- Бронзовый призёр Чемпионата мира 1997
- Бронзовый призёр Чемпионата мира 1998
- Победитель Чемпионата мира 1999
- Серебряный призёр Чешской Экстралиги 1997
- Бронзовый призёр Чешской Экстралиги 1998 и 2001

### Личные
- Лучший вратарь Чешской Экстралиги 1997 по количеству "сухих матчей" (8 игр на ноль)
- Лучший вратарь Чешской Экстралиги 1998 по количеству побед (29 побед)
- Лучший вратарь АХЛ 2002
- Вошел в первую символическую пятерку АХЛ сезона 2001/2002
- Лучший вратарь АХЛ 2002 по проценту отражённых бросков (93.0 %) и коэффициенту надежности (1.83 гола за матч)